# Малая Юрьевка
Малая Юрьевка (укр. Мала Юр'ївка) — село в Лутугинском районе Луганской области Украины. Под контролем самопровозглашённой Луганской Народной Республики. Входит в Иллирийский сельский совет.

## География
Село большей частью расположено на левом берегу реки Ольховой. Ближайшие населённые пункты — сёла Баштевич и Анновка на западе, Елизаветовка на юге (выше по течению Ольховой), сёла Малая Мартыновка, Иллирия, Ушаковка на северо-востоке (ниже по течению Ольховой), посёлок Мирное на юго-востоке.

## Население
Население по переписи 2001 года составляло 174 человека.

## Общие сведения
Почтовый индекс — 92018. Телефонный код — 6436. Занимает площадь 0,098 км².

## Местный совет
92018, Луганская обл., Лутугинский р-н, с. Иллирия, ул. Советская, д. 15; тел. 23-2-48